# Brachiaria mesocoma
Brachiaria mesocoma là một loài thực vật có hoa trong họ Hòa thảo. Loài này được (Nees) A.Camus mô tả khoa học đầu tiên năm 1931.